# 5105 Westerhout
5105 Westerhout è un asteroide della fascia principale del diametro medio di circa 13,58 km. Scoperto nel 1986, presenta un'orbita caratterizzata da un semiasse maggiore pari a 2,5951221 UA e da un'eccentricità di 0,1580069, inclinata di 11,65531° rispetto all'eclittica.